# Acanthermia juvenis
Acanthermia juvenis là một loài bướm đêm trong họ Noctuidae.